# Dionicio Cerón
Dionicio Cerón Bizarro (Santa María Rayón, 9 de octubre de 1965)  es un maratonista mexicano retirado, cuya mejor marca en la distancia clásica fue de 2:08:30 min. Representó a su país en dos ocasiones en la prueba de maratón en los Juegos Olímpicos de Verano: en 1992 y 1996.
El maratón le dio a Cerón fama, fortuna, pero anteriormente ya se había establecido en las carreras de distancias más cortas. Saltó a la escena internacional en 1988 con victorias en la Media Maratón de San Blas en Puerto Rico y la Media Maratón de Cobán en Guatemala. En 1990 Cerón dominó las pruebas realizadas en los Estados Unidos, ganando las pruebas Elby’s Big Pennis (20 km), Cascade Run-off (15 km), Peachtree Road Race (10 km) y la Medio Maratón de Filadelfia, donde estableció un récord mundial en 1990 con un tiempo de 1h 00:46 min. Esta marca fue rota por Moses Tanui en 1993 en la Great North Run.
Cerón es más conocido cuando en 1996 se convirtió en el primer y único corredor (a la fecha) en ganar tres veces consecutivas el Maratón de Londres en la rama varonil, ganándolo en 1994, 1995 y 1996 a la vez de ser de ser también el atleta único hispano en conquistarlo. Otras victorias importantes fueron las maratones de Ōita en 1992, Róterdam, Fukuoka y la Ciudad de México en 1993. La victoria en México resultó en un récord nacional que aún se mantiene.
Cerón fue medallista de plata en el Campeonato Mundial de Atletismo de 1995 celebrado en Suecia, terminando detrás del español Martín Fiz, y en 1993 y 1994 fue situado como el mejor maratonista. Es el único corredor que ha logrado tener marcas menores de 2h 09 min en la maratón en cinco años consecutivos, de 1992 a 1996.
Actualmente es entrenador.

## Marcas personales
| Distancia     | Tiempo       | Fecha               | Sede     |
| ------------- | ------------ | ------------------- | -------- |
| 5.000 m       | 13:52:56 min | 4 de junio de 1994  | Hengelo  |
| 10.000 m      | 28:55:30 min | 29 de junio de 1994 | Helsinki |
| Medio maratón | 1h 00.28 min | 23 de enero de 1994 | Tokio    |
| Maratón       | 02:08:30 h   | 2 de abril de 1995  | Londres  |